# Aftermath (album)
Aftermath is het vierde Britse album en zesde Amerikaanse album van The Rolling Stones. Het werd uitgegeven in 1966. Het album werd een grote artistieke doorbraak voor de band. Het was het eerste album waar alleen zelfgeschreven nummers op stonden van het duo Jagger/Richards. Aftermath is ook het eerste album dat volledig werd opgenomen in de Verenigde Staten. Het werd opgenomen in de RCA Studios in Hollywood. Het was ook hun eerste stereoalbum.
Het album is herkenbaar vanwege de muzikale experimenten, vooral door Brian Jones die veel verschillende instrumenten bespeelde, zoals de sitar in Paint It Black en de dulcimer in I am waiting en Lady Jane. Voor het nummer Under My Thumb maakte hij gebruik van de marimba.
Van het album werden twee verschillende versies uitgegeven. Op de Britse versie staan de nummers Mother's Little Helper, Out of Time, What to Do en Take It or Leave It, die niet op de Amerikaanse versie staan. Op de Amerikaanse versie staat wel het nummer Paint It Black, dat niet op de Britse versie staat.
Aftermath was een belangrijke ontwikkeling voor Mick Jagger en Keith Richards door de manier van nummers schrijven. Hun manier van schrijven werd net als die van het duo Lennon-McCartney.
In augustus 2002 werden beide versies herdrukt en werd een geremasterde sacd-Digi-pack uitgegeven door ABKCO Records.

## Nummers

### Britse versie
1. Mother's Little Helper – 2:45
2. Stupid Girl – 2:55
3. Lady Jane – 3:08
4. Under My Thumb – 3:41
5. Doncha Bother Me – 2:41
6. Goin' Home – 11:13
7. Flight 505 – 3:27
8. High and Dry – 3:08
9. Out of Time – 5:37
10. It's Not Easy – 2:56
11. I Am Waiting – 3:11
12. Take It or Leave It – 2:47
13. Think – 3:09
14. What to Do – 2:32

### Amerikaanse versie
1. Paint It Black – 3:45
2. Stupid Girl – 2:55
3. Lady Jane – 3:09
4. Under My Thumb – 3:41
5. Doncha Bother Me – 2:41
6. Think – 3:09
7. Flight 505 – 3:27
8. High and Dry – 3:08
9. It's Not Easy – 2:56
10. I Am Waiting – 3:11
11. Goin Home – 11:13

## Bezetting
- Mick Jagger - leadzang, percussie, mondharmonica
- Keith Richards - gitaar, achtergrondzang
- Brian Jones - gitaar, marimba, dulcimer, sitar, mondharmonica
- Charlie Watts - drums, percussie, marimba.
- Bill Wyman - basgitaar, marimba, piano, orgel

- Ian Stewart - piano, orgel
- Jack Nitzsche - percussie, piano, orgel, klavecimbel

## Hitlijsten

### Album
| Jaar | Hitlijst             | Notering |
| ---- | -------------------- | -------- |
| 1966 | UK Albums Chart      | 1        |
| 1966 | Billboard Pop Albums | 2        |

### Singles
| Jaar | Single                 | Hitlijst           | Notering |
| ---- | ---------------------- | ------------------ | -------- |
| 1966 | Paint It Black         | UK Singles Chart   | 1        |
| 1966 | Paint It Black         | Billboard Hot 100  | 1        |
| 1966 | Paint It Black         | Nederlandse Top 40 | 1        |
| 1966 | Mother's Little Helper | Billboard Hot 100  | 8        |
| 1966 | Mother's Little Helper | Nederlandse Top 40 | 7        |
| 1966 | Lady Jane              | Billboard Hot 100  | 24       |
| 1966 | Lady Jane              | Nederlandse Top 40 | 5        |